# Saint-Paterne-Racan
Saint-Paterne-Racan és un municipi francès, situat al departament de l'Indre i Loira i a la regió de Centre – Vall del Loira. L'any 2007 tenia 1.655 habitants.

## Demografia

### Població
El 2007 la població de fet de Saint-Paterne-Racan era de 1.655 persones. Hi havia 688 famílies, de les quals 220 eren unipersonals (96 homes vivint sols i 124 dones vivint soles), 236 parelles sense fills, 208 parelles amb fills i 24 famílies monoparentals amb fills.
La població ha evolucionat segons el següent gràfic:
Habitants censats

### Habitatges
El 2007 hi havia 793 habitatges, 711 eren l'habitatge principal de la família, 48 eren segones residències i 34 estaven desocupats. 724 eren cases i 64 eren apartaments. Dels 711 habitatges principals, 492 estaven ocupats pels seus propietaris, 201 estaven llogats i ocupats pels llogaters i 18 estaven cedits a títol gratuït; 8 tenien una cambra, 74 en tenien dues, 164 en tenien tres, 205 en tenien quatre i 260 en tenien cinc o més. 514 habitatges disposaven pel capbaix d'una plaça de pàrquing. A 303 habitatges hi havia un automòbil i a 282 n'hi havia dos o més.

### Piràmide de població
La piràmide de població per edats i sexe el 2009 era:
| Homes | Edats   | Dones |
| ----- | ------- | ----- |
| 0     | 95 o +  | 4     |
| 4     | 90 a 94 | 0     |
| 28    | 85 a 89 | 20    |
| 12    | 80 a 84 | 16    |
| 32    | 75 a 79 | 12    |
| 52    | 70 a 74 | 64    |
| 52    | 65 a 69 | 72    |
| 52    | 60 a 64 | 56    |
| 16    | 55 a 59 | 36    |
| 44    | 50 a 54 | 32    |
| 36    | 45 a 49 | 56    |
| 68    | 40 a 44 | 40    |
| 80    | 35 a 39 | 60    |
| 36    | 30 a 34 | 56    |
| 64    | 25 a 29 | 28    |
| 24    | 20 a 24 | 40    |
| 16    | 15 a 19 | 44    |
| 68    | 10 a 14 | 24    |
| 68    | 5 a 9   | 20    |
| 20    | 0 a 4   | 52    |

## Economia
El 2007 la població en edat de treballar era de 972 persones, 742 eren actives i 230 eren inactives. De les 742 persones actives 678 estaven ocupades (368 homes i 310 dones) i 64 estaven aturades (27 homes i 37 dones). De les 230 persones inactives 71 estaven jubilades, 99 estaven estudiant i 60 estaven classificades com a «altres inactius».

### Ingressos
El 2009 a Saint-Paterne-Racan hi havia 714 unitats fiscals que integraven 1.690 persones, la mediana anual d'ingressos fiscals per persona era de 15.825 €.

### Activitats econòmiques
Dels 101 establiments que hi havia el 2007, 2 eren d'empreses extractives, 4 d'empreses alimentàries, 2 d'empreses de fabricació de material elèctric, 9 d'empreses de fabricació d'altres productes industrials, 19 d'empreses de construcció, 25 d'empreses de comerç i reparació d'automòbils, 7 d'empreses de transport, 8 d'empreses d'hostatgeria i restauració, 4 d'empreses financeres, 2 d'empreses immobiliàries, 7 d'empreses de serveis, 7 d'entitats de l'administració pública i 5 d'empreses classificades com a «altres activitats de serveis».
Dels 24 establiments de servei als particulars que hi havia el 2009, 1 era una oficina de correu, 2 oficines bancàries, 2 tallers de reparació d'automòbils i de material agrícola, 3 guixaires pintors, 5 fusteries, 3 lampisteries, 2 perruqueries, 5 restaurants i 1 saló de bellesa.
Dels 7 establiments comercials que hi havia el 2009, 1 era una gran superfície de material de bricolatge, 1 una botiga de més de 120 m², 2 fleques, 2 carnisseries i 1 una botiga de material de revestiment de parets i terra.
L'any 2000 a Saint-Paterne-Racan hi havia 74 explotacions agrícoles que ocupaven un total de 2.820 hectàrees.

## Equipaments sanitaris i escolars
L'únic equipament sanitari que hi havia el 2009 era una farmàcia.
El 2009 hi havia 1 escola maternal i 1 escola elemental.

## Poblacions més properes
El següent diagrama mostra les poblacions més properes.